# Miral al-Tahawi
Miral al-Tahawi —àrab: ميرال الطحاوي, Mīrāl aṭ-Ṭaḥāwī— (Governació de Sharqia, Egipte, 1968) és una de les joves escriptores egípcies més conegudes. Va créixer al si d'una família beduïna. Va llicenciar-se en literatura a la Universitat del Caire. Al-Tahawi va publicar la seva primera col·lecció de relats el 1995, seguida de dues novel·les, la primera de les quals, La Tenda Beduïna, ha estat traduïda a diversos idiomes, entre ells el català. En tota la seva obra, Miral al-Tahawi parla de la seva experiència a la vida, descriu els problemes existencials d'una dona jove en un món dominat pels homes.